# ゴリラ (時計)
ゴリラ（Gorilla）は、スイスの高級腕時計メーカー。日本ではG&Rジャパン株式会社である。コンセプトは「創造的破壊型」時計づくり。

## 概要
2016年、オーデマ・ピゲの元チーフデザイナーであるオクタヴィオ・ガルシアとルーカス・ゴップによって立ち上げられた。
主な時計コレクションとしてFASTBACKが有名である。アメリカンマッスルカーの象徴的な外形からインスパイアされている。